# Palácio do Governador (Macau)

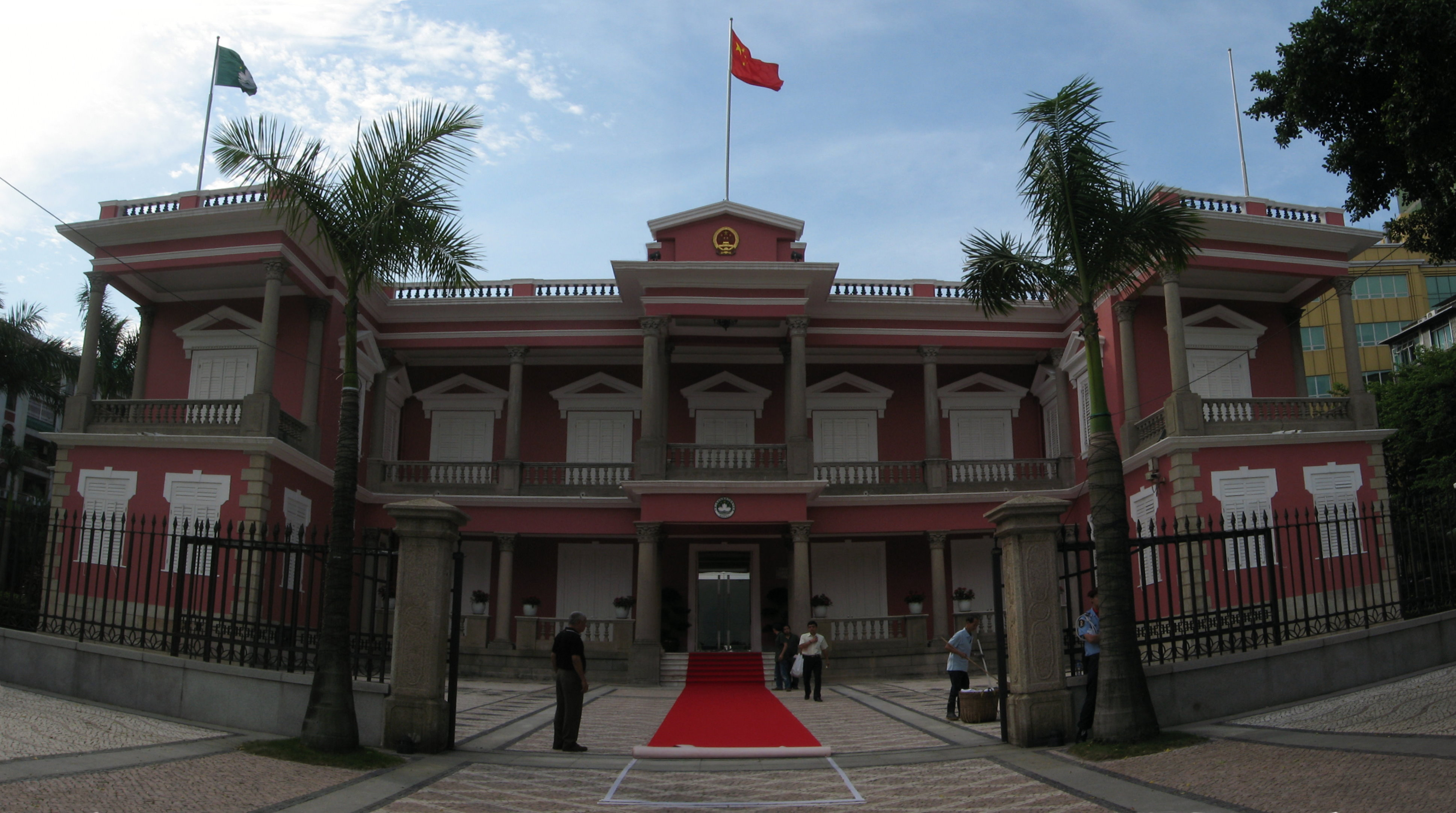
Palácio do Governador de Macau, a residência oficial do Chefe do Executivo de Macau.

O Palácio do Governador (também chamado Palácio da Praia Grande) é um edifício histórico de Macau a sede oficial do Chefe do Executivo de Macau e do seu Governo desde 1999.
O nome deve-se ao facto de ter sido a sede oficial do Governador de Macau no período da administração portuguesa do território.
Construído em 1849 por Tomás de Aquino, barão do Cercal, o edifício de dois andares, localizado na Avenida da Praia Grande, Freguesia de São Lourenço, é uma das marcas históricas da presença portuguesa em Macau.

## Breve História de Macau
Macau, actualmente parte da República Popular da China, foi colonizada por Portugal em meados do século XVI e administrada pelo governo português durante mais de 400 anos, tendo hoje cerca de 583000 habitantes. Aquando da chegada dos portugueses, entre 1553 e 1554, Macau era habitada por várias povoações de pescadores e alguns camponeses chineses, tendo sido depois transformada num importante entreposto comercial entre a China, a Europa e o Japão. Poucos anos depois da chegada dos colonizadores, as autoridades chinesas concederam autorização para o estabelecimento permanente dos portugueses na região, dando-lhes um considerável grau de auto-governação.
Em 1583, antes da presença de um governador português, foi criado o Leal Senado, considerado a primeira câmara municipal de Macau, órgão representante do poder do governo local, principalmente constituído por comerciantes locais, com o objectivo de estabelecer a ordem e a segurança na cidade. Só em 1623, Macau passou a ter uma sede de poder portuguesa, dirigida por um Governador português, apesar do Leal Senado, até à primeira metade do século XIX ter continuado a exercer um papel importante na administração da cidade.
Surge então o Palácio do Governador de Macau (também conhecido por Palácio de Santa Sancha), que, como o nome indica, foi a sede do Governo de Macau, onde residia o Governador português.

## Localização
O Palácio do Governador de Macau ou Santa Sancha, como é conhecido, encontra-se situado no lado sudeste, num local de encontro entre as Colinas da Penha e da Barra, numa parte da Península de Macau ainda livre da massificação construtiva que se reflecte no resto da cidade, sendo possível um tipo de construção mais livre e isolada e que se relaciona com os jardins e todas as zonas verdes que cobrem o topo da Colina da Barra. Ocupando uma área de cerca de 8 mil metros quadrados e sendo implantado num local com um total de 10 mil metros quadrados, a propriedade está delimitada pela Calçada da Praia, Estrada de Santa Sancha e pela Estrada da Penha.
No século XIX, esta zona era conhecida como Tanque do Mainato, assim apelidada por no local haver um tanque onde os mainatos lavavam a roupa (significando mainato “aquele que lava roupas”). O nome estendeu-se a toda a propriedade e apenas mais tarde adoptou o nome de Chácara de Santa Sancha.
Atualmente, o relevo do terreno ainda se encontra muito parecido com aquele que possuía originalmente, o que é possível perceber por quem observa da parte sudeste e noroeste esse ponto da cidade, quer do mar ou da Taipa, quer da ponte quando é atravessada nessa direcção.

## História
Em Macau, antes dos meados do século XIX, os governadores não tinham uma residência permanente e condigna da importância que este cargo veio a adquirir nos últimos séculos. O Palácio do Governador de Macau, ou Casa de Santa Sancha, tem tido, desde os anos 30, uma representatividade que transcede o seu valor arquitectónico, sendo um edifício representativo da presença portuguesa além mar.   
No século XX Santa Sancha foi comprada com o intuito de servir de residência para os governadores, sendo uma casa com influências do estilo de vida macaense praticado pelas famílias mais abastadas, na época de oitocentos. Este edifício tornou-se residência exclusiva dos Governadores de Macau em 1937, porém a sua história começa num passado bastante mais longínquo, repleto de curiosos e variados episódios relacionados com os seus proprietários.
A origem do edifício e a sua data de construção, bem como o seu primeiro
proprietário fazem parte dos mistérios de Santa Sancha. O proprietário mais antigo de que se tem conhecimento foi o Senhor Manuel Duarte Bernardino, que em 1830 se tornou membro da Confeitaria de Nossa Senhora dos Remédios e em 1841 seu presidente. Em 1855, o Visconde do Cercal torna-se dono da propriedade, e é no seio da sua família que se passa um dos episódios acima referidos. Após a morte do Visconde, que não deixara testamento escrito, a família passa por uma atribulada fase de discussões e questões sobre o destino do palácio. Só em 1882 é que a propriedade é inscrita no nome da Viscondessa do Cercal e assim D. Carlota Josefa de Melo torna-se proprietária de Santa Sancha. Em 1892, após a morte da Viscondessa, a casa é entregue à sua neta, Pamela Francisca de Melo. No ano de 1893 é assinada a escritura da venda da propriedade ao senhor Herbert Fullarton Dent, com quem se passa outro dos variados episódios. Em 1896 é criado um processo entre a Administração e o proprietário, Herbert Dent, processo esse que envolveu a Direcção Geral das Obras Públicas, que não cedia que o proprietário murasse a propriedade.
São desconhecidas as utilizações dadas ao edifício até 1937, quando se tornou, exclusivamente, residência dos Governadores de Macau. A história da Chácara de Santa Sancha, a partir do momento em que passa a ser propriedade do estado, toma um rumo diferente. No período que se seguiu à realização das obras, Santa Sancha funcionava como residência alternativa ao Palácio da Praia Grande, tornando-se somente residência permanente dos governador com a tomada de posse de Tamagnini Barbosa.

## Arquitectura

### História e Actualidade
A história da utilização da casa de Santa Sancha não é muito precisa e completa pois não existem muitos elementos que a permitam reconstituir com a devida exactidão. A reconstituição da história arquitectónica do edifício, por sua vez, é também ela de difícil realização devido à escassez de elementos relativos às obras realizadas.
Segundo o Padre Manuel Teixeira, o projecto inicial terá sido do arquitecto macaense José Agostinho Tomás de Aquino, formado em matemática, desenho e comércio em Lisboa, também barão do Cercal. A construção do palácio pensa situar-se em meados do século XIX. A Casa é descrita predialmente numa carta datada de 1878 como sendo uma casa de um andar com uma loja, localizada no terreno da chácara de Santa Sancha. A casa apresentava três arcadas viradas a sul para o mar, uma porta e seis janelas no alçado frontal da casa e um terraço por cimas das ditas arcadas.
Em Maio de 1924, o edifício é consolidado e sofre uma reconstrução da cobertura, que tinha ficado danificada devido a um tufão. Meses mais tarde ocorrem novas intervenções. Já posteriormente, na década de 40, o edifício possui uma fisionomia distinta da apresentada em 1925, revelando assim a ocorrência de intervenções no seu exterior. A partir desta altura as obras realizadas são sobretudo obras de conservação, restauro e decoração de interiores, não tendo as suas fachadas sofrido alterações significativas. A única excepção é a construção nas traseiras do palácio de um edifício onde passaram a encontrar-se os gabinetes dos secretários adjuntos.
Pedro Dias refere: "O edifício actual é em forma de U, com dois corpos extremos salientes dotados de varandas e uma outra varanda ao longo de toda a frontaria antiga, plana. Ficou com maior dignidade, nomeadamente com a construção de outro corpo avançado na entrada, com acesso por uma escadaria que é apenas de aparato. O arquitecto utilizou também aqui a gramática neoclássica, então em voga em Macau, e que era símbolo de dignidade das construções, vincando sobretudo os frontões triangulares das janelas e das varandas do andar superior. Na decoração do interior, igualmente neoclássica, destacam-se a escadaria e o salão nobre."
Trata-se então de um edifício de dois pisos, inserido num estilo tipicamente do final do séc. XIX e início do séc. XX, sendo construído em alvenaria de tijolo, rebocado e pintado de rosa pombalino, uma cor tradicional que caracterizam tanto esta obra como o Palácio da Praia grande, que é hoje a sede do Governo de Macau, mas que outrora pertenceu, juntamente com o Palácio do Governador, ao Visconde do Cercal.
Este tom rosado utilizado é depois salpicado por pequenos elementos brancos presentes nas janelas, cornijas, pilastras, balaustradas e outros elementos arquitectónicos e que lhe conferem um corte acentuado nos espaços e nos volumes que por eles são definidos. A fachada principal é simétrica e coroada por um frontão curvo suportado por pequenas aletas e onde estão adossadas as armas portuguesas. De ambos os lados da casa é possível observar dois volumes salientes que lembram antigos torreões, que servem também para enquadrar esta fachada e salienta-la das demais, ocupando assim inegavelmente o topo da hierarquia das restantes fachadas. A marcar a entrada encontra-se um grande pórtico que por cima possuiu uma balaustrada, o parapeito do terraço que se estende depois pelos quartos principais da casa.
Este Palácio foi implantado num relevo natural, e encontra-se bem estruturada para essa situação, possuindo para o efeito muros de suporte em granito, coroados de muretes que tanto têm balaustrada de feição como reticulado de cerâmica chinesa de Sheak Wan.

### Jardins e Envolvente
Os jardins possuem marcas fortemente ocidentais e estendem-se por toda a propriedade de onde ressaltam elementos como o miradouro circular que se encontra assente sobre um grande afloramento rochoso, encontrando-se agora rodeado por grandes raízes de uma árvore nativa da china, uma figueira, (Chinese Banyan) que proporciona locais de sombra, tornando o local num sítio apetecível para tardes mais quentes de Verão.[[File:Fachada Principal do Palácio do Governador, vista do mirante a sudeste.jpg|thumb|Fachada Principal do Palácio do Governador, vista do miradouro a sudeste.]]
Também deste miradouro é possível vislumbrar uma incrível panorâmica sobre a Baía da Praia Grande (ou o que resta dela), da ponte e das ilhas que se encontram próximas (da Taipa, João e Montanha) e ao mesmo tempo proporciona também uma magnifica vista sobre a fachada principal da casa. Mesmo numa área relativamente reduzida foi possível a criação de um jardim possuidor de interessantes perspectivas da casa. Este jardim conjuntamente com o miradouro define um eixo dos dois grandes enfiamentos visuais tanto arquitectónicos como paisagísticos.

### Decoração
Na decoração pode-se encontrar um estilo marcadamente ocidental no entanto com outros pontos relativos a outras culturas mas que se relacionam entre si e que criam no todo uma simbiose bastante agradável que denuncia o Extremo Oriente, onde a casa se situa. Nas balaustradas encontram-se vasos com flores numa maneira tipicamente mediterrânica que revelam as cerâmicas de Sheak Wan. Possui também bonsais e alguns arbustos cuidadosamente podados ao estilo do Palácio Real de Bangueconque, uma marca única do orientalismo que é encontrado em toda a casa e seus jardins. Contudo, e conforme toda esta amalgama estilística, o interior da habitação é decorado na maior parte por peças portuguesas e chinesas ao longo de uma continuidade de salas de grande dimensão, pontuadas com recantos acolhedores. 
No primeiro andar estava instalado o gabinete do governador, a Sala dos Retratos (retratos de 41 governadores desde meados do século passado) e a Sala Azul (decorada com azulejos portugueses, mobília no estilo D. João V e tapeçarias a partir de duas pinturas de Almada Negreiros e de uma de João Botelho).